# Marnik Dekoninck
Marnik Dekoninck (1 september 1993) is een Belgisch zwemmer. Dekoninck was van 2012 tot 2016 een van de vier zwemmers die voor hun zwemclub BRABO het Belgisch clubrecord op de 4x100m vrije slag lieten optekenen.
Op 15 januari 2012 veroverde Team Brabo, met Pieter Timmers, Stijn Depypere, Marnik en Dieter Dekoninck het Belgisch clubrecord 4x100m vrije slag in 3:20.33, 1 seconde en 23 honderdsten sneller dan de vorige besttijd (3:21.56), die sinds 29 april 2011 op naam van Liège Natation (Grandjean, Romanini, Fontey, Grandjean) stond. Op 20 januari 2013 werd samen met Dieter Dekoninck, Glenn Surgeloose en Pieter Timmers het record scherper gesteld met een tijd van 3:17.54. Op 27 mei 2016 werd het record terug scherper gesteld, het bleef bij BRABO maar evenwel zonder Dekoninck toen Dieter Dekoninck, Lorenz Weiremans, Glenn Surgeloose en Pieter Timmers in het Wezenbergbad 3:16.32 zwommen.
Dekoninck is een jongere broer van Dieter Dekoninck. Dekoninck studeerde chemie aan AP hogeschool te Antwerpen.

## Internationale toernooien
Dekoninck nam in 2010 deel aan de Europese kampioenschappen voor de jeugd te Helsinki, Finland. Op de 4x100m vrije slag bereikte hij een 6de plaats in de finale.

## Persoonlijke records
Bijgewerkt tot en met 5 december 2014
Kortebaan
| afstand         | tijd    | datum           | plaats |
| --------------- | ------- | --------------- | ------ |
| 100m vrije slag | 49,45   | 8 november 2014 | Gent   |
| 200m vrije slag | 1.47,17 | 30 juli 2013    | Leuven |

Langebaan
| afstand         | tijd    | datum           | plaats    |
| --------------- | ------- | --------------- | --------- |
| 100m vrije slag | 50,74   | 20 januari 2013 | Antwerpen |
| 200m vrije slag | 1.51,89 | 25 januari 2014 | Antwerpen |